# Kristjan Horžen
Kristjan Horžen (Novo Mesto, 8 de diciembre de 1999) es un jugador de balonmano esloveno que juega de pívot en el VfL Gummersbach. Es internacional con la selección de balonmano de Eslovenia.
Su primer gran campeonato con la selección fue el Campeonato Europeo de Balonmano Masculino de 2020.

## Palmarés

### RK Celje
- Liga de balonmano de Eslovenia (2): 2019, 2020

### Rhein-Neckar Löwen
- Copa de Alemania de balonmano (1): 2023

## Clubes
| Club               | País      | Año         |
| ------------------ | --------- | ----------- |
| RK Celje           | Eslovenia | 2018 - 2021 |
| Rhein-Neckar Löwen | Alemania  | 2021 - 2023 |
| VfL Gummersbach    | Alemania  | 2023 - Act. |